# Maria Rosenkranzkönigin (Genthin)

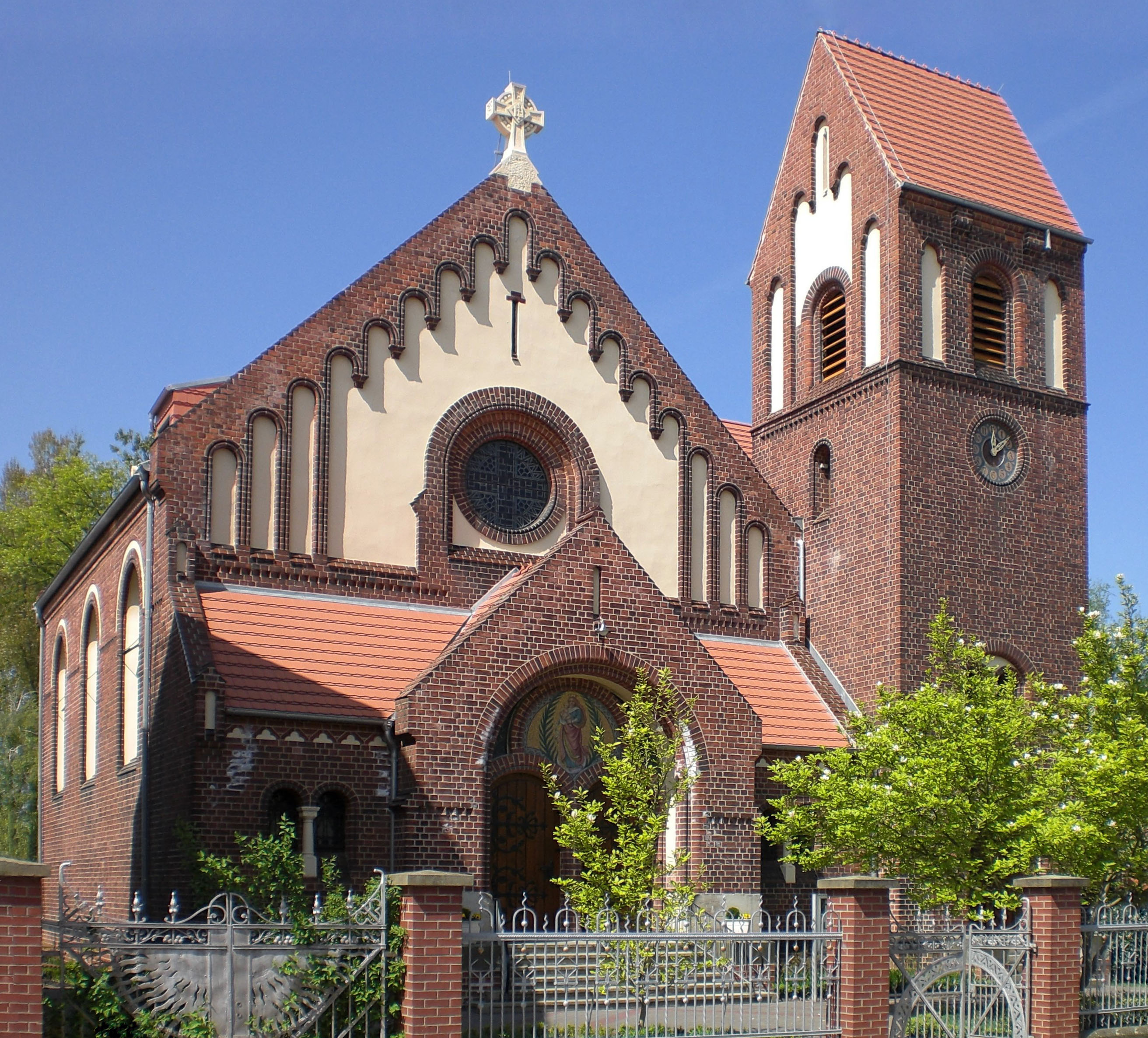
Sankt-Marien-Kirche

Die Kirche Maria Rosenkranzkönigin, auch kurz Sankt Marien genannt, ist die Pfarrkirche der katholischen Pfarrei Sankt Marien in Genthin, einer Kleinstadt im Landkreis Jerichower Land in Sachsen-Anhalt. Sie gehört zum Dekanat Stendal des Bistums Magdeburg und ist im Denkmalverzeichnis des Landes Sachsen-Anhalt unter der Erfassungsnummer 094 76151 als Baudenkmal aufgeführt.

## Geschichte
Im 16. Jahrhundert wurde Genthin durch die Reformation evangelisch-lutherisch. 1538 wurde in Genthin der erste lutherische Prediger angestellt.
Vom 19. Jahrhundert an siedelten sich infolge der Industrialisierung und des Ausbaus der Verkehrsverbindungen wieder Katholiken in Genthin an. Ab 1896 hatte Genthin mit dem Missionsvikar August Habbel wieder einen katholischen Priester, der am 5. April 1896 seinen ersten Gottesdienst in Genthin hielt. Im Haus Hagenstraße 17 war ein Raum zur Nutzung als Kapelle angemietet worden. 1897 wurden zwei an der Mühlenstraße gelegene Hausgrundstücke für den geplanten Kirchbau angekauft. Im Mai 1898 folgte die Eröffnung einer zunächst einklassigen katholischen Schule, sie war anfangs im Haus Mühlenstraße 24 untergebracht.

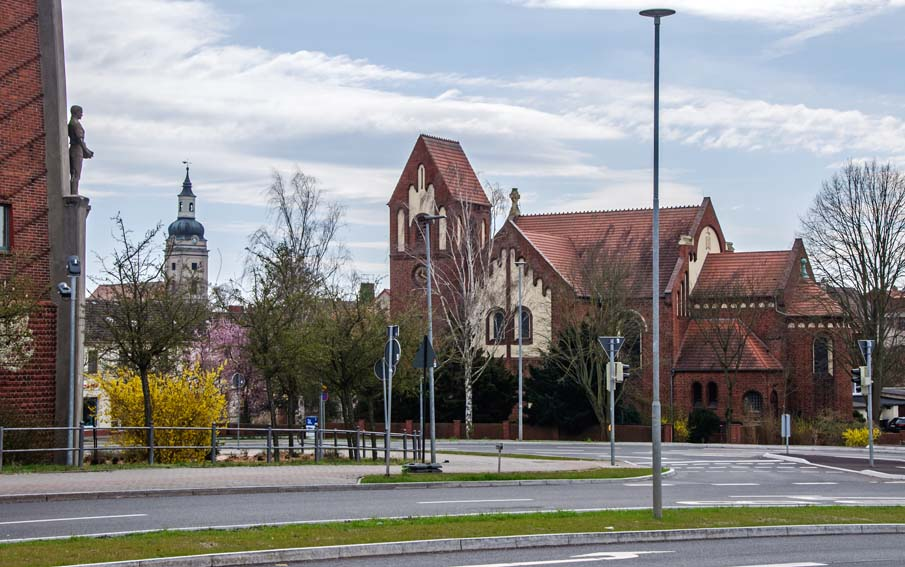
St.-Marien-Kirche (rechts) und evangelische St.-Trinitatis-Kirche (links im Hintergrund)

Im Herbst 1902 erfolgte die Grundsteinlegung durch Propst Franz Schauerte, den Bischöflichen Kommissar von Magdeburg. Am 23. Juni 1903 folgte die feierliche Einweihung der Kirche durch Wilhelm Schneider, Bischof des Bistums Paderborn, zu dem Genthin damals gehörte. 1908 bekam die Kirche eine Orgel und eine Heizung. Zum 1. Januar 1918 erfolgte die Errichtung der Filialkirchengemeinde Genthin, die zur Pfarrei St. Johannes Bapt. (Burg) gehörte. 1931 wurde die Orgel erweitert, und 1938 die Heizung erneuert. Im Nationalsozialismus wurde die katholische Schule im März 1940 auf Anweisung der staatlichen Machthaber geschlossen.
Am 1. Juni 1943 erfolgte die Errichtung der Pfarrei Genthin. Nach dem Zweiten Weltkrieg vergrößerte sich die Zahl der Katholiken im Raum Genthin durch den Zuzug von Flüchtlingen und Heimatvertriebenen aus den Ostgebieten des Deutschen Reiches. Das hatte zur Folge, dass in einigen umliegenden Ortschaften katholische Kapellen eingerichtet wurden: 1953 in Tucheim, 1957 in Ferchland, 1963 in Güsen, 1964 in Jerichow und 1970 in Parey.
Renovierungen des Kirchengebäudes erfolgten in den Jahren 1950, 1962 bis 1964, 1979, 1980 nach einem Brand und 1988.
Am 1. Juli 1960 wurde das Dekanat Burg errichtet, dem die Pfarrei Genthin mit ihren Kuratien Jerichow und Tucheim sowie der Filialkirchengemeinde Brandenburg-Kirchmöser zugeordnet wurde. Zuvor gehörte die Pfarrei Genthin zum Dekanat Magdeburg. Die Filialkirchengemeinde Ziesar gehörte damals noch zur Pfarrei Loburg. Eine auf dem Satteldach des Kirchturms ursprünglich befindliche Laterne musste 1969 wegen Baufälligkeit entfernt werden. 1986/87 wurde das Gemeindehaus abgerissen und neu erbaut, 1988 in die Kirche eine neue Heizung eingebaut.
Weil im Laufe der DDR-Zeit und auch nach der Wende die Zahl der Gläubigen und der Priester wieder abnahm, wurden die Kapellen wieder aufgegeben, zunächst 1988 die Kapelle in Güsen. Am 25. Oktober 1989 begann in der Kirche die friedliche Revolution in Genthin, eine Plakette am Eingangstor erinnert heute daran. 1991 wurde die Orgel erneuert und die Kapelle in Ferchland geschlossen. 2003 bekam die Kirche einen neuen Innenanstrich. Am 1. März 2006 wurde der Gemeindeverbund Genthin – Kirchmöser – Ziesar errichtet. Damals gehörten rund 800 Katholiken zur Pfarrei Genthin, zu den Filialkirchengemeinden Kirchmöser und Ziesar jeweils rund 360 Mitglieder. Im gleichen Jahr wurden auch das Kirchendach erneuert und die Kapelle in Jerichow aufgegeben.
2010 folgte die Schließung der Kapelle in Parey, und am 2. Mai 2010 entstand aus dem Gemeindeverbund die heutige Pfarrei Genthin. 2011 wurde auch die Kapelle in Tuchheim geschlossen. Die Volkszählung in der Europäischen Union 2011 zeigte, dass von den 15.036 Einwohnern der Stadt Genthin 430, also rund 2,9 %, der römisch-katholischen Kirche angehörten. Die Mehrzahl der Einwohner gehörte keiner Religionsgemeinschaft an. Das Einzugsgebiet der Pfarrei Genthin reicht heute im Osten bis an die Grenze zum Erzbistum Berlin, im Süden bis weit südlich der Autobahn 2, im Westen bis zur Elbe und im Norden bis kurz vor Tangermünde.

## Architektur und Innengestaltung

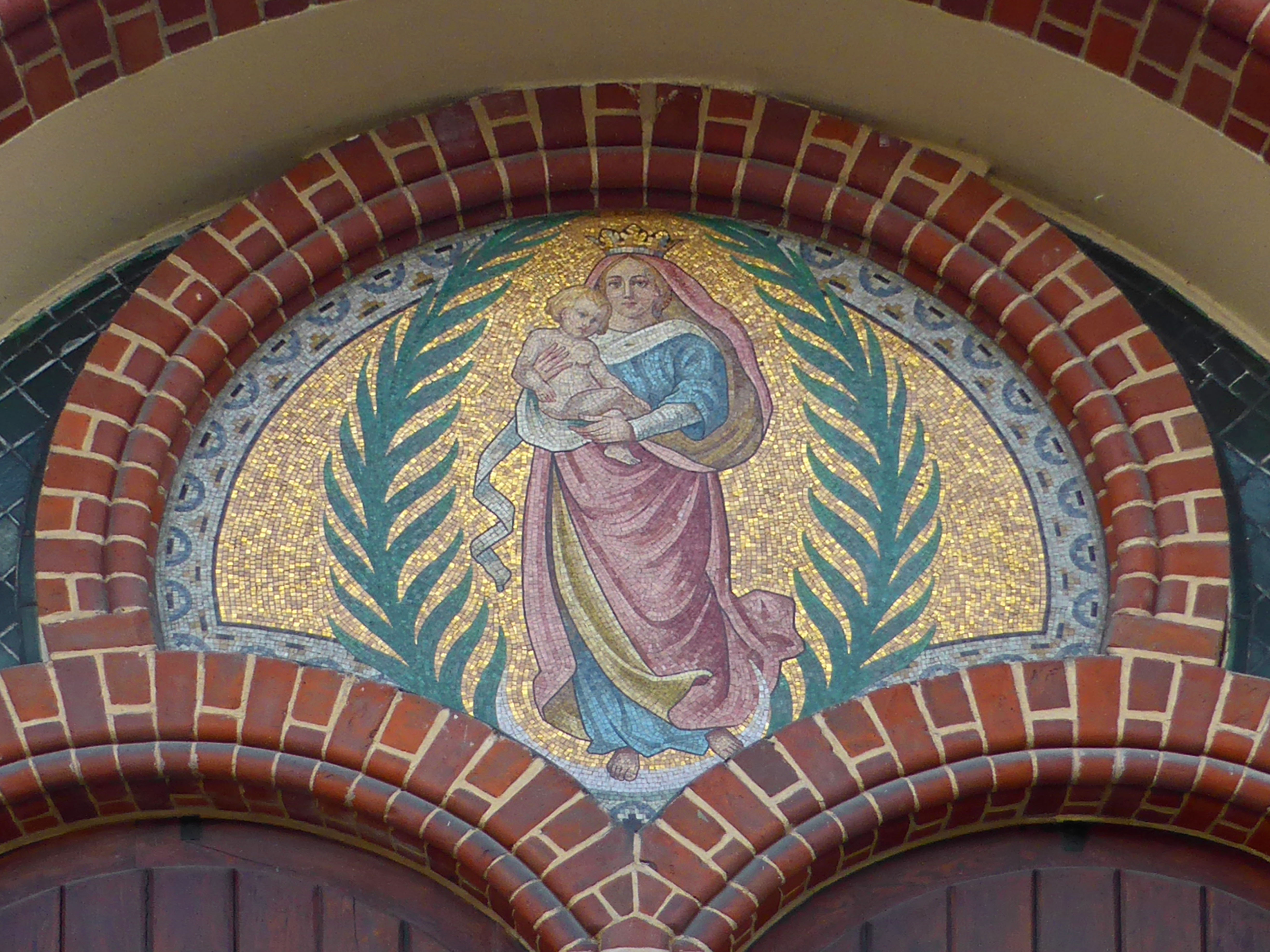
Mosaik über dem Eingang

Das Kirchengebäude steht auf dem Grundstück Mühlenstraße 29, es entstand im Stil der Neoromanik unter der Leitung des Kreisbaumeisters Engelbrecht. Der Stil ist der ehemaligen Jerichower Klosterkirche nachempfunden, die sich auf dem Gebiet der Pfarrei befindet. Der Kirchturm befindet sich nordöstlich des Kirchenschiffs. An der Nordseite des Schiffs entstand ein hoher Seitenanbau. An der Ostseite befindet sich in voller Breite des Kirchenschiffs ein mit einem Pultdach versehener Vorbau. In dessen Mitte befindet sich das risalitartig gestaltete Kirchenportal. Über dem Eingang ist als Mosaik zwischen Palmenblättern eine Mondsichelmadonna, ähnlich dem Genthiner Stadtwappen, abgebildet.
Die Decke des Kirchenschiffs ist aus Holz und dreiteilig getreppt. Die Deckenbalken sind mit Ornamenten verziert. Die Chordecke ist als Kreuzgratgewölbe ausgeführt. Im Kirchenschiff befinden sich mehrere farbige Fensterverglasungen, die in den 1940er-Jahren entstanden. Die Fenster wurden von der Quedlinburger Firma Ferdinand Müller nach Plänen von W. Rittenbach geschaffen und stellen Mariä Verkündigung, die Geburt Jesu sowie Kreuzigung und Pfingsten dar. Noch aus der Bauzeit stammen die farbigen Glasfenster der Apsis, die die Heiligen Liborius und Norbert darstellen.
Im nördlichen Anbau befindet sich eine Orgelempore mit einer 1908 von Wilhelm Rühlmann senior aus Zörbig geschaffenen Orgel.